# Урлауб, Людвиг Яковлевич
Лю́двиг Я́ковлевич Урла́уб (1851—1897) — архитектор, академик архитектуры Императорской Академии художеств, инженер, художник-прикладник.

## Биография
Ученик Императорской Академии художеств (1868—1874). Получил медали Академии художеств: малая серебряная (1871), большая серебряная медаль (1872), малая золотая (1873) за проект «Биржи»; большая золотая медаль (1875) за программу «Проект римско-католической церкви для кладбища». Звание классного художника 1-й степени (1875). В 1876 году баварскому подданному Людвигу Урлаубу было разрешено вступить в русское подданство.
Был оставлен (1875) пенсионером Академии на 6 лет, из которых 2 года должен провести в России на практических занятиях. Отправлен за границу на 4 года (1878) для усовершенствования как пенсионер Академии. Результатом заграничного пенсионерства явилось большое количество работ: проект памятника Виктору Эммануилу, отмеченный в конкурсе большой серебряной медалью, проект рынка на Сенной площади в Санкт-Петербурге, фонтан в Петергофе, этюды, акварели, эскизы, множество скульптурных произведений.
Присвоено звание академика (1882). Автор сооружений в Ашхабаде, на Закаспийской железной дороге, на Всероссийской выставке 1896 года в Нижнем Новгороде.
В 1896 году департамент торговли просил прикомандировать академика Урлауба в Нижний Новгород для постройки выставочных сооружений и устройства Всероссийской промышленности и художественной выставки. По его проекту был построен главный павильон экспонатов речного и морского судоходства. Внезапная смерть не дала возможность архитектору закончить строительство, но все павильоны были созданы по его проектам.
Скончался Людвиг Яковлевич Урлауб 19 (31) августа 1897 года в Санкт-Петербурге. Похоронен на Выборгском римско-католическом кладбище.
Известные проекты:
- Проект Левочинской церкви в Новгородской губернии со всеми деталями, шаблонами и рабочими чертежами (1875—1876)[5]
- Доходный дом И. С. Мясникова (правая часть). Тучков пер., 17 — Макарова наб., 20 (1888)[7]
- Особняк Ю. В. Кейбеля. Большая Зеленина ул., 43 (1889—1890)[3]

## Награды и премии
- Большая серебряная медаль за проект памятника Виктору Эммануилу[2]
- Премия за составление проекта музея Императора Александра III в Москве[2]